# Eda skans

Eda skans är en befästning i Eda kommun mellan centralorterna Charlottenberg och Åmotfors vid Bysjön.

## Historia
Skansen uppfördes under Krabbefejden sommaren 1657 under ledning av Gustaf Oxenstierna som ett befäst fältläger. Den ersatte Morast skans vid nuvarande Charlottenberg och Emterud skans vid Eda Glasbruk som vid Hannibalsfejden 1644–1645 båda visat sig ligga alltför nära norska gränsen.

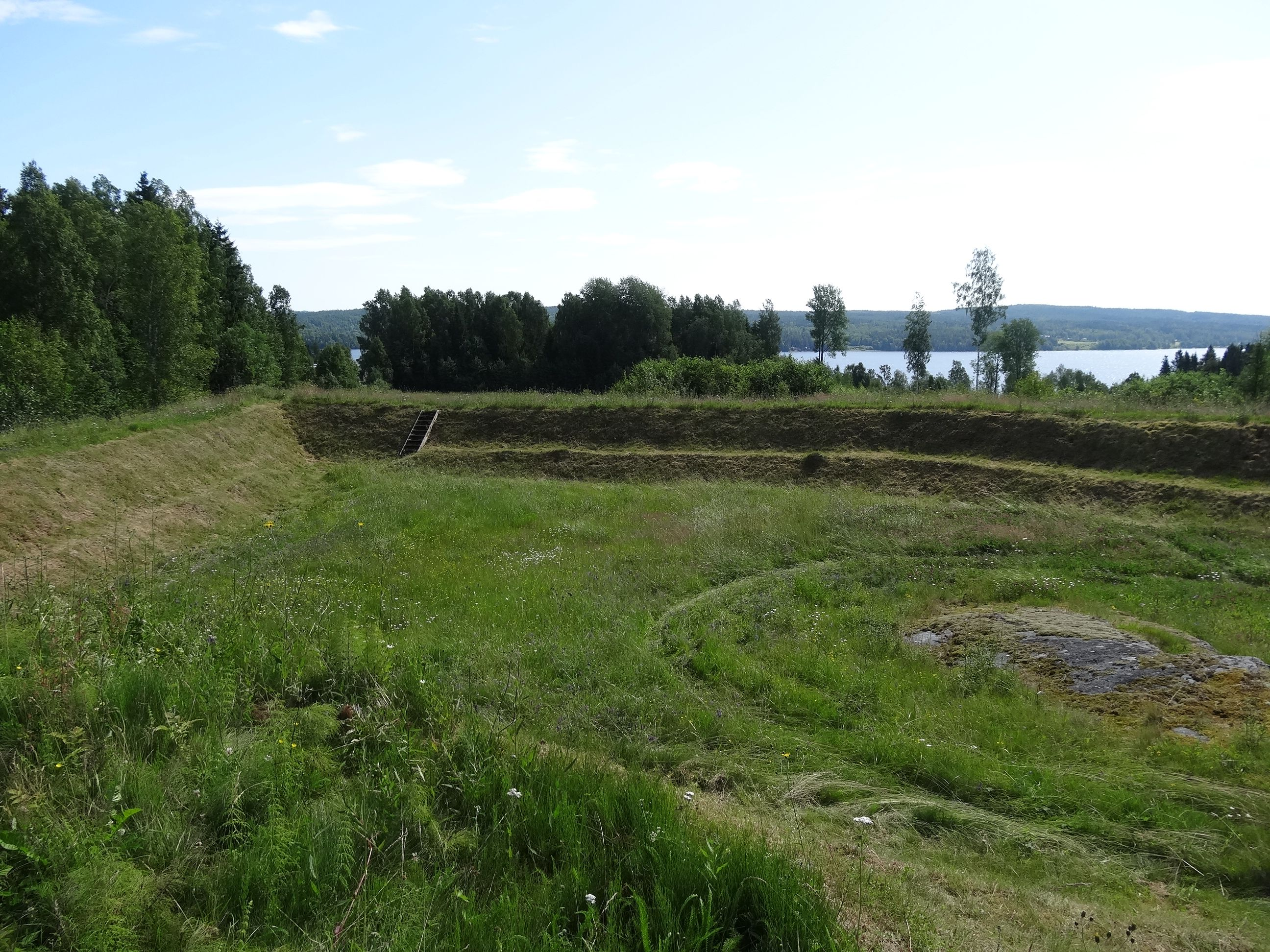
Bysjön sedd från nordöstra bastionen på Eda skans.

Platsen valdes för att kunna försvara passet mellan sjöarna Hugn och Bysjön. En angripare som kom norrifrån på vägen från norska Vinger, nuvarande Kongsvinger, kunde lätt beskjutas med artilleri från höjderna söder om Eda kyrka. Vintertid kunde artilleri från Eda skans behärska vintervägen över Bysjön. Artilleristöd saknades för de svenska trupperna under slaget på Bysjöns is 1644.
Senast i början av november 1657 omtalas en vindbrygga på "Eda skans", som byggts nere vid Bysjön. Snart uppfördes också en andra skans på den nuvarande skansens plats, samt en tredje skans, "Fruskansen", på ett berg cirka 500 meter från nuvarande skansen. Alla tre skansarna byggdes med cirka 2,4 meter höga jordvallar, förstärkta med stocktimringar, palissader och faskiner. 1 700 soldater och 200 hästar var förlagda till platsen. I februari 1658 intogs en av skansarna, sannolikt sjöskansen, av norska soldater som efter en kort period lämnade skansen efter att ha satt ett magasin i brand.

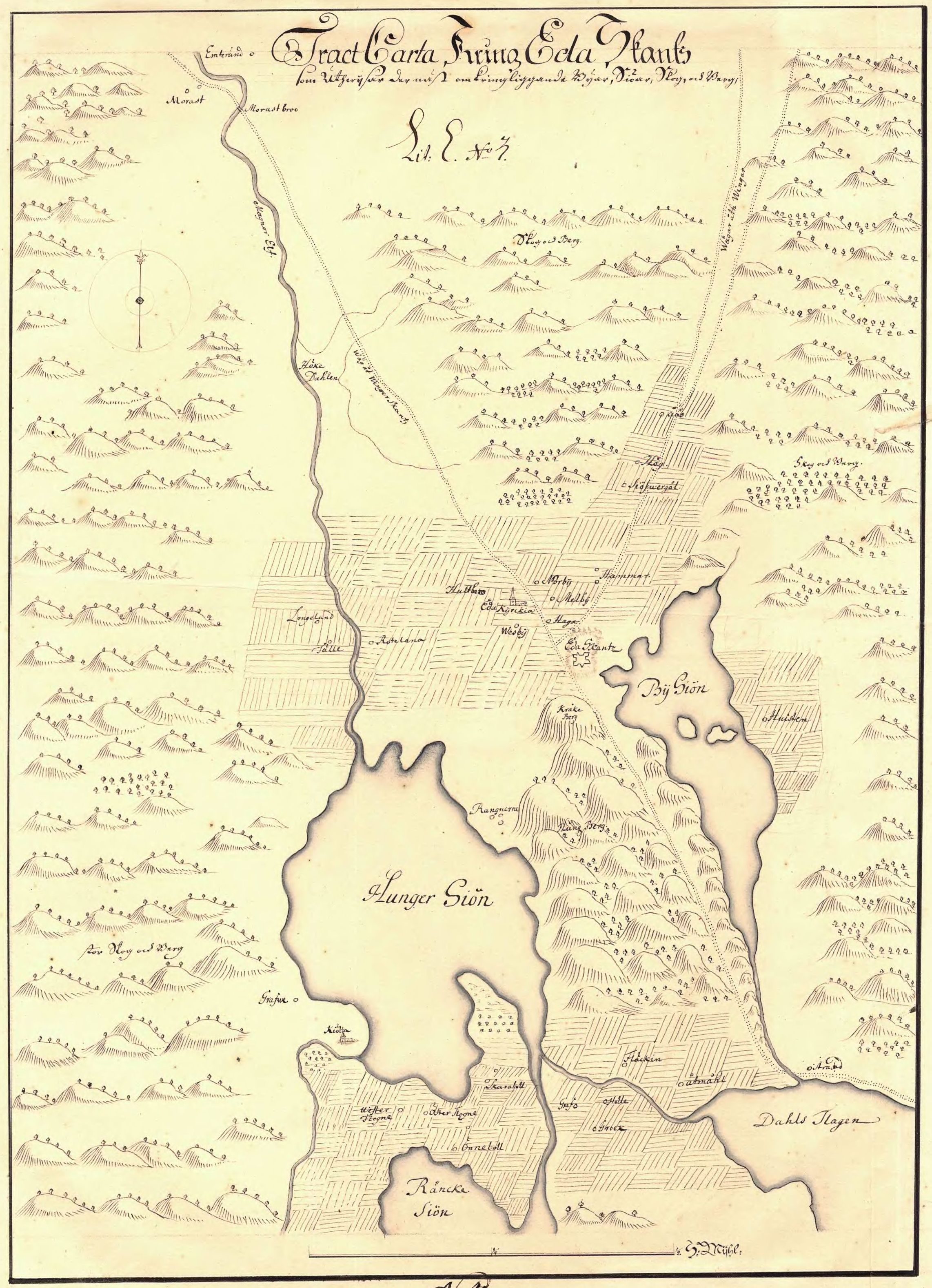
Karta över området kring Eda skans från cirka år 1700.

Efter några år av förfall togs beslut om upprustning i samband med att Erik Dahlbergh i januari 1676 besökte Eda, vid inledningen av Gyldenløvefejden. Han beslöt att det nuvarande skansområdet skulle byggas ut, och att Sjöskansen och Fruskansen skulle lämnas. Anläggningen byggdes ut med sex bastioner och 600 meter långa jordvallar, som var två och en halv meter höga, och tre meter breda. Skansen bestyckades med 11 artilleripjäser. Även nu användes palissader, och ett blockhus i två våningar började uppföras inne i skansen. Norska trupper belägrade skansen 1679, men den 331 man starka besättningen lyckades slå tillbaka angreppet.

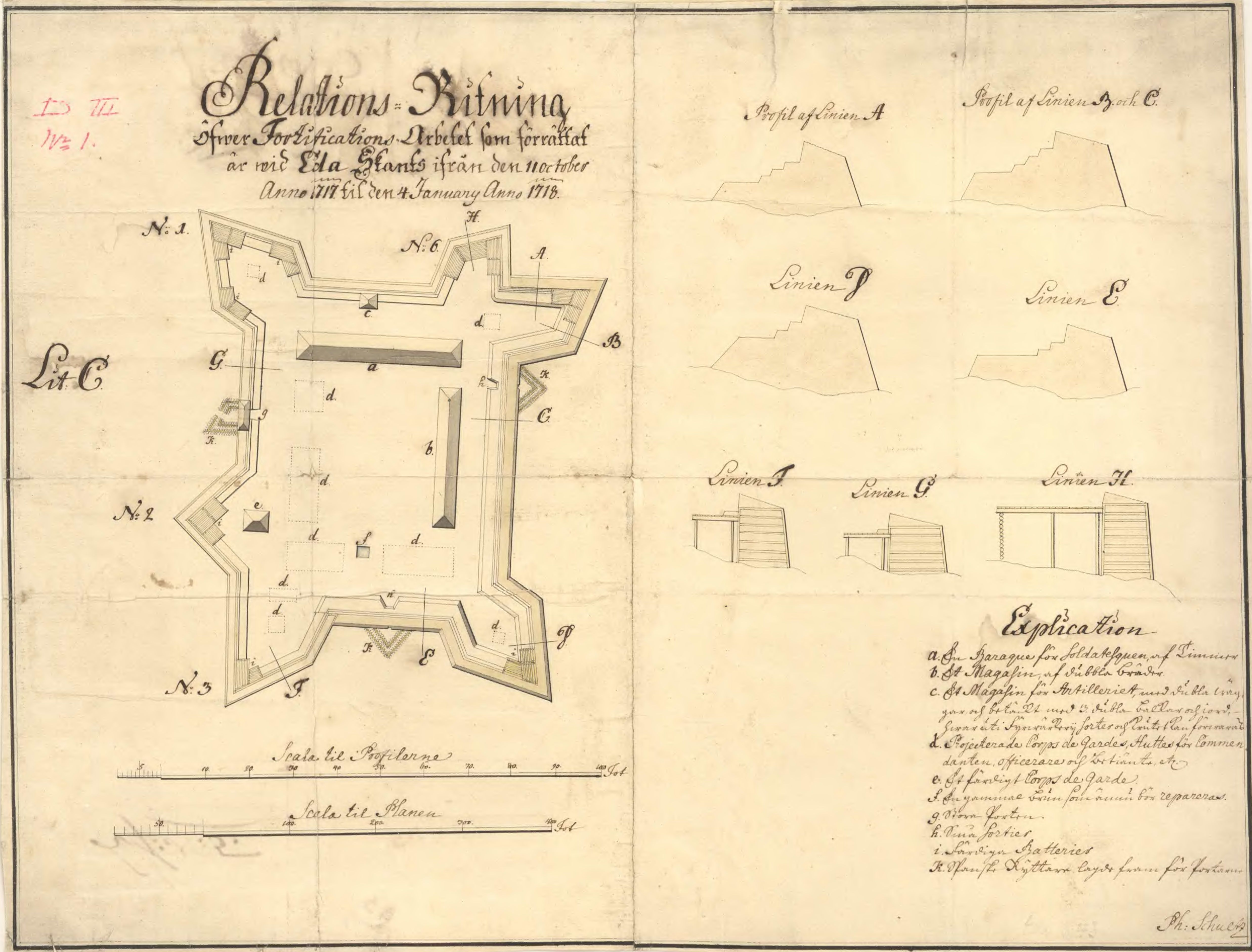
Ritning över upprustningsarbeten vid Eda skans hösten 1717.

Inför Karl XII:s norska fälttåg år 1717 rustades skansen återigen upp, och 650 soldater och bönder sattes in i upprustningsarbetet. I januari 1718 var vall och bastioner klara, men tjälen hade hindrat bygget av palissad. För att underlätta eldgivning var 59 platser för kanoner förberedda. Skansens huvudanvändning var som förrådsfästning och en stor magasinsbyggnad, en drygt 30 meter lång manskapsbarack och en kommendantbostad uppfördes inom skansen. År 1718 samlades stora förråd och trupper i och runt Eda, innan de drog vidare in i Norge. I juli 1719 hotades skansen av norska trupper under befäl av generalmajor Budde, men någon stormning genomfördes aldrig.
Under 1788 års krig mot Ryssland och Danmark-Norge rustades Eda skans och trupper marscherade upp: tre kompanier ur Nerike-Wermlands regemente: majorens, överstelöjtnantens och 2. majorens kompanier, förstärkta med artilleri, 50 dragoner ur K. Lifregementet till häst och en större styrka ur Westgötha-Dals regemente. Vid Gustaf III besök den 26 september samma år hölls parad och stridsuppvisning på gärdet invid skansen. Bonden Gunnar Persson i Eda skrev under 1788 ner musik som spelades vid tillfället, och vars notböcker upptäckts under senare tid. Noterna visar att de sex à åtta trumslagarna som medverkade åtminstone vid detta tillfälle, spelade klarinett, oboe, fagott, trumpet osv.
Då Danmark-Norge förklarade krig år 1808 började en ny upprustning av skansen. Fästningsvallen förstärktes med jord och timmerstockar, innan den täcktes med flera lager torv. Palissader och spanska ryttare tillverkades som stormhinder, och ytterligare byggnader uppfördes inom skansen.

### Ritningar över upprustningsarbetet på Eda skans år 1808

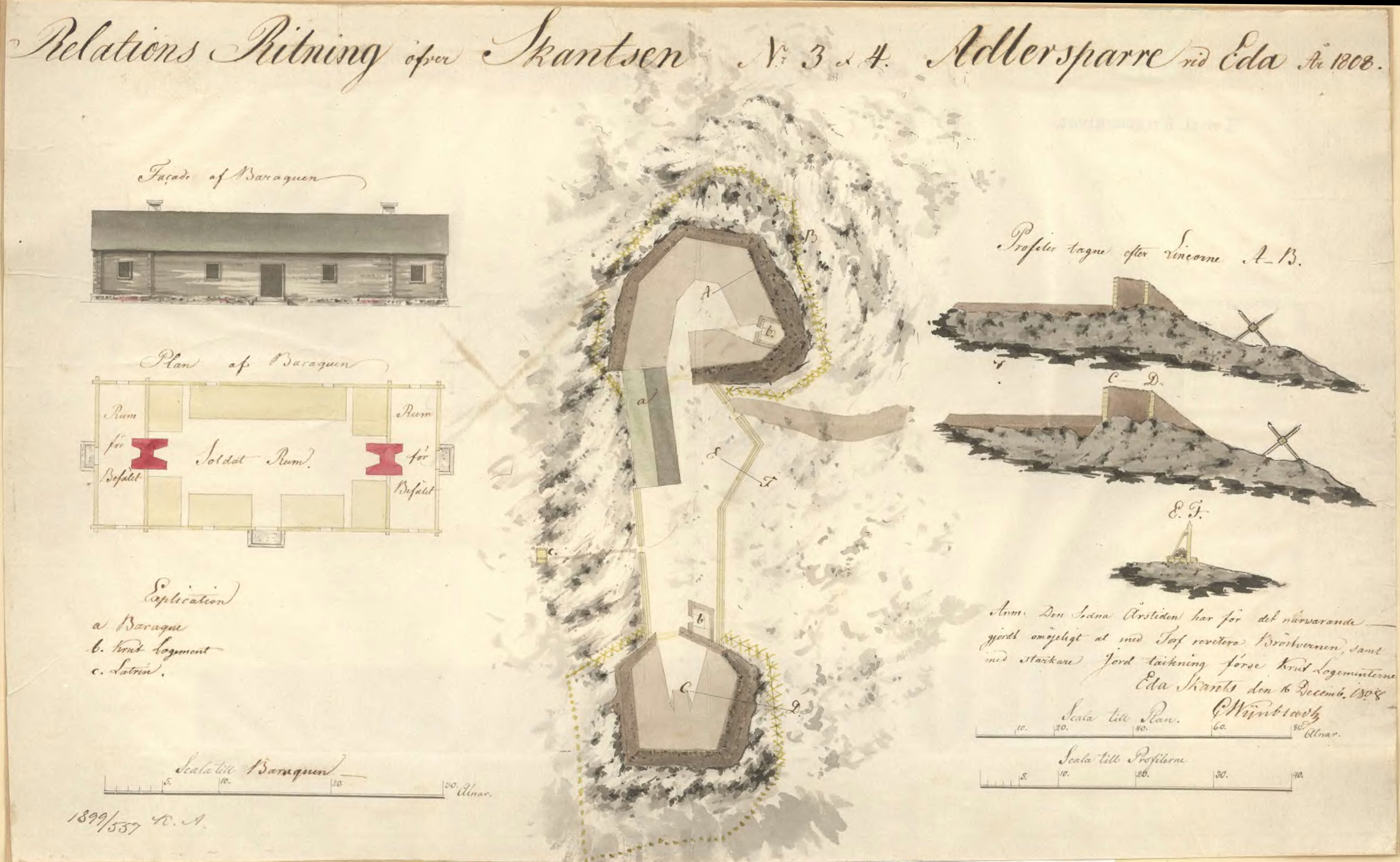
Ritning över skansen 3-4, Adlersparre från 1808.

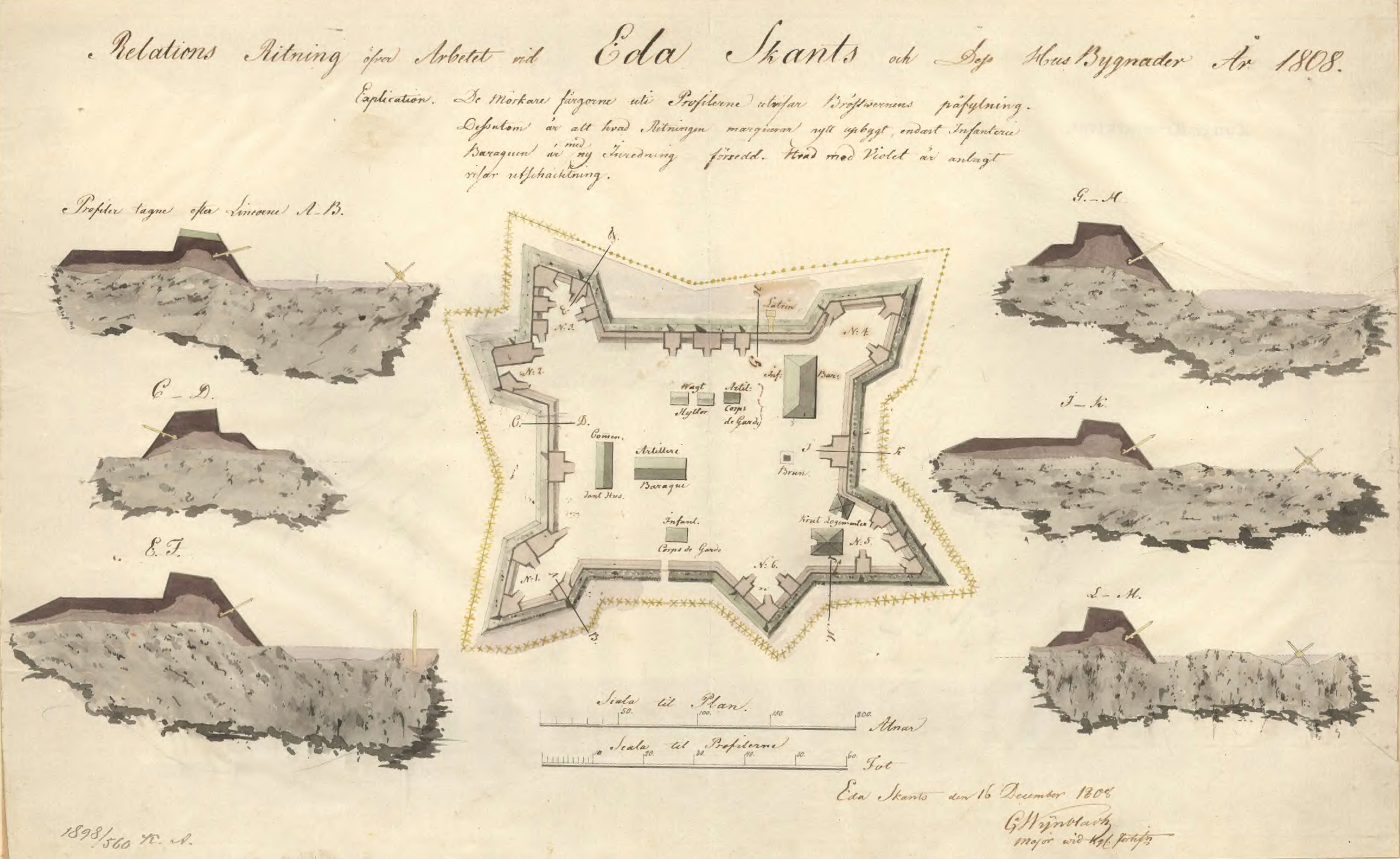
Ritning över utförd upprustning. Mörk färg på profilritningarna anger påfyllda jordmassor.
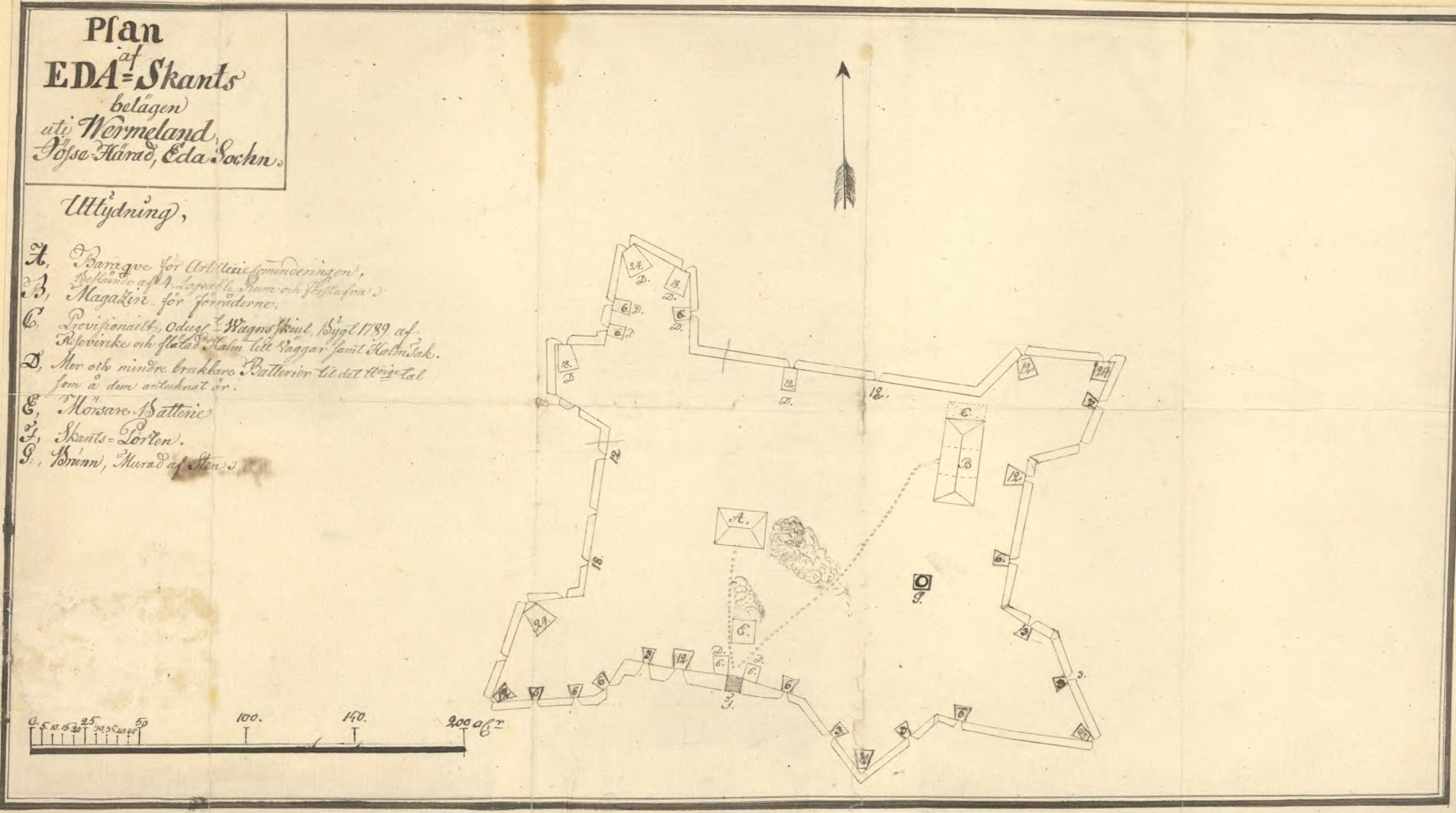
Byggnader och "Mer och mindre brukbare Batterier" med angivna pundigtal.

För att öka försvarsförmågan uppfördes mindre skansar på höjderna runt huvudskansen.

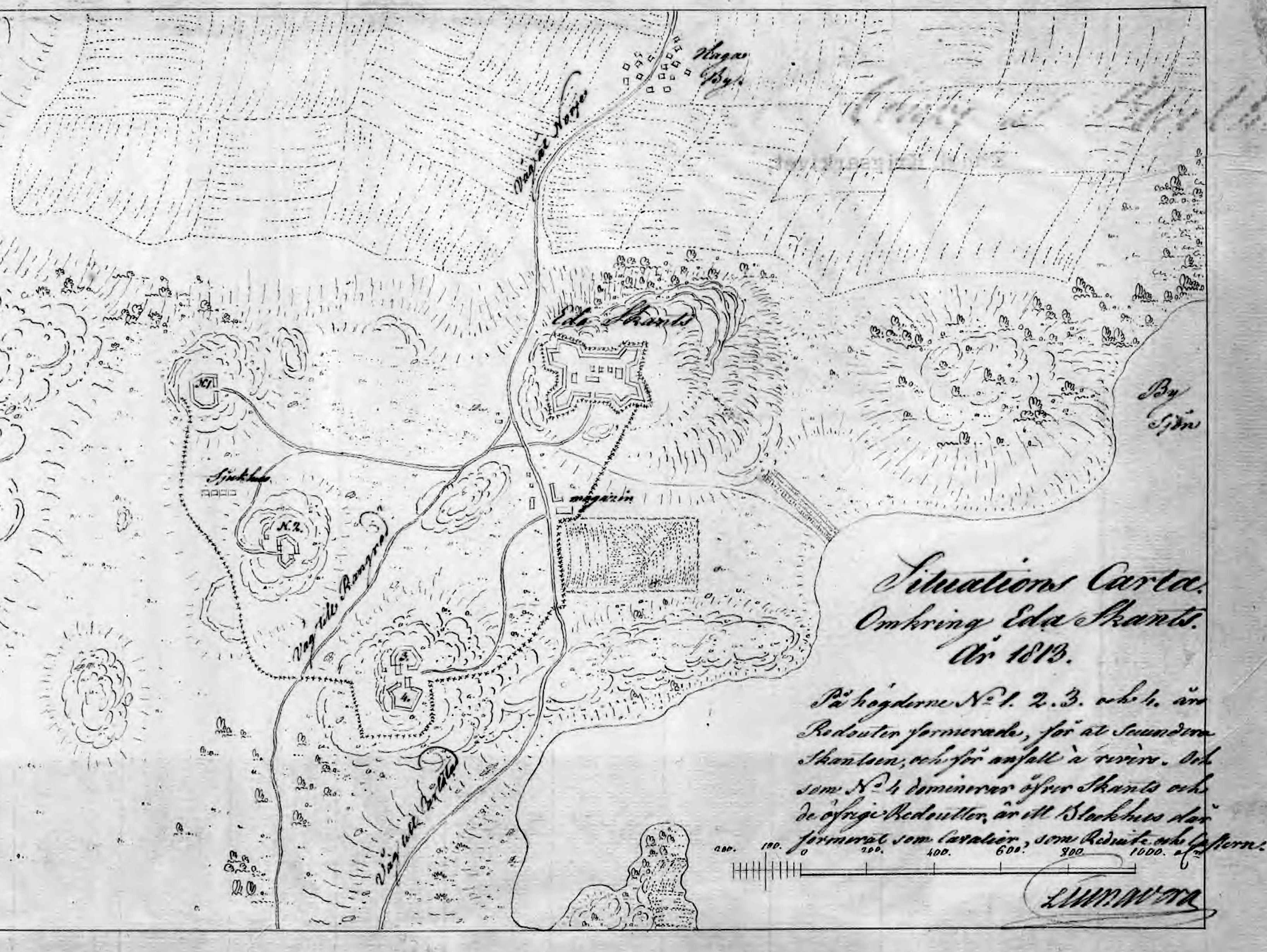
Situationskarta över området kring Eda skansar på en karta från 1813.

- Skansen 1, eller skansen Wijnblad placerades trehundra meter väster om huvudskansen. Skansen Wijnblad innehöll befäls- och manskapskasern för omkring 40 soldater, och var bestyckad med tre kanoner.[1]

- Skansen 2, eller skansen Leijonstedt placerades på en höjd mellan skansen Wijnblad och Kråkelundshöjden. Skansen Leijonstedt innehöll en något större manskapskasern för omkring 50 soldater, men hade också tre kanoners bestyckning.[1]

- Skansen 3-4, eller Adlersparre byggdes närmast Bysjön på Kråkelundshöjden, och försågs med kruthus, befäls- och manskapskasern för cirka 90 soldater. Den hade två små bastioner som rymde fem kanoner.[1]

Eda skansar var nu starkare än någonsin, och här placerades 700 soldater med 28 kanoner. Några stridshandlingar med Norge uppstod inte, däremot skördade sjukdomar många soldaters liv, vilka begravdes i soldatgravar i omgivningen.
Efter unionen med Norge 1814 hade Eda skansar förlorat sitt militära värde, och 1815 såldes byggnaderna på auktion. Kanoner och palissader togs bort, och även vallarna började grävas bort. År 1842 skänkte kronan bort marken.
År 1939 togs beslut om att återskapa skansen som ett kulturhistoriskt minnesmärke och vallarna började restaureras till 1808 års utseende, men beredskapsåren avbröt arbetet. Det återupptogs efter andra världskriget och sommaren 1949 invigdes den återskapade skansen. Senaste restaureringen av vallarna gjordes under 1990-talet. Skansen har idag återfått tre av sina ursprungliga kanoner. Eda skans ingår i Eda kommuns vapensköld.

### Den nutida Eda skans

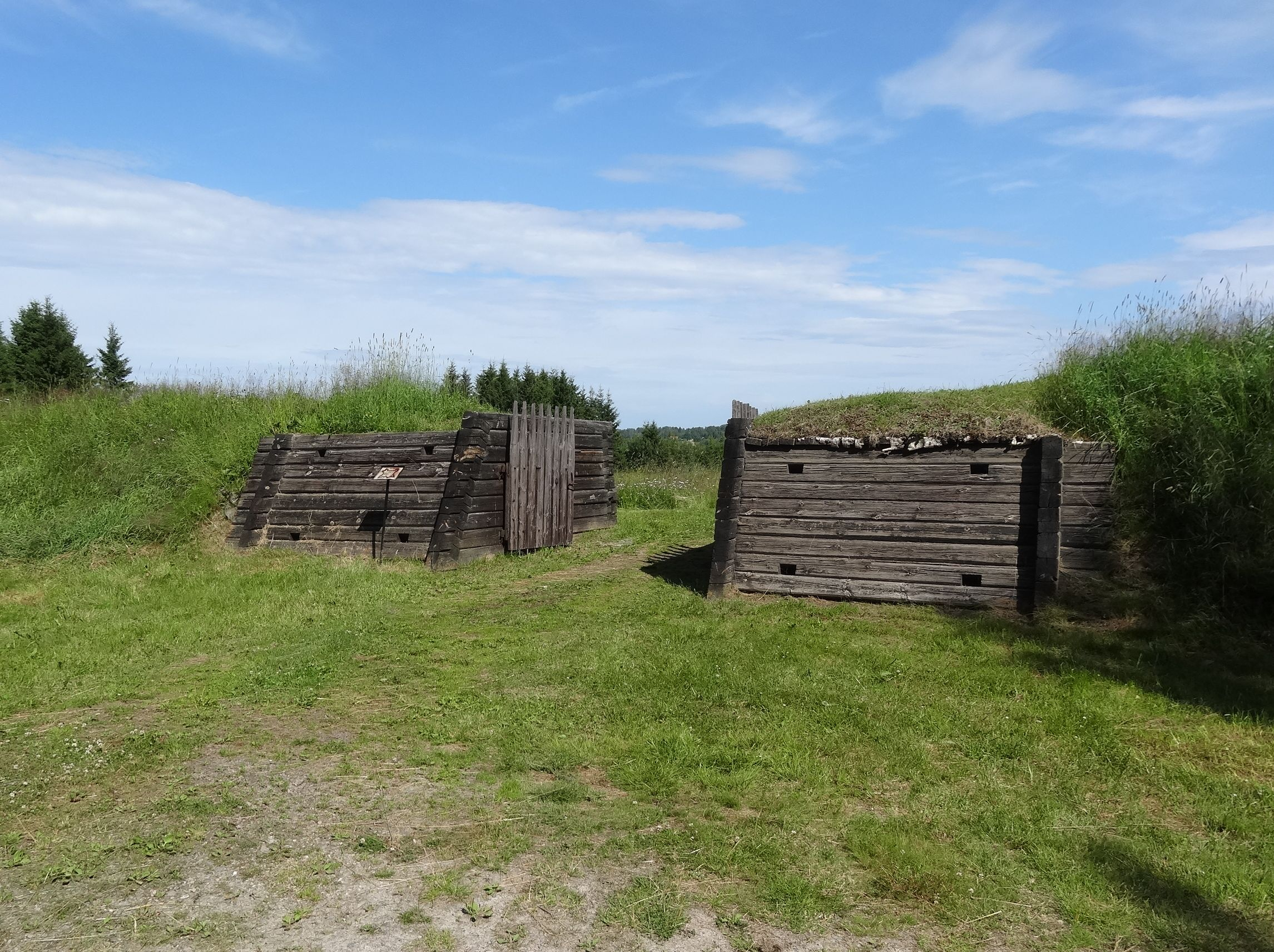
Ingången till Eda skans.
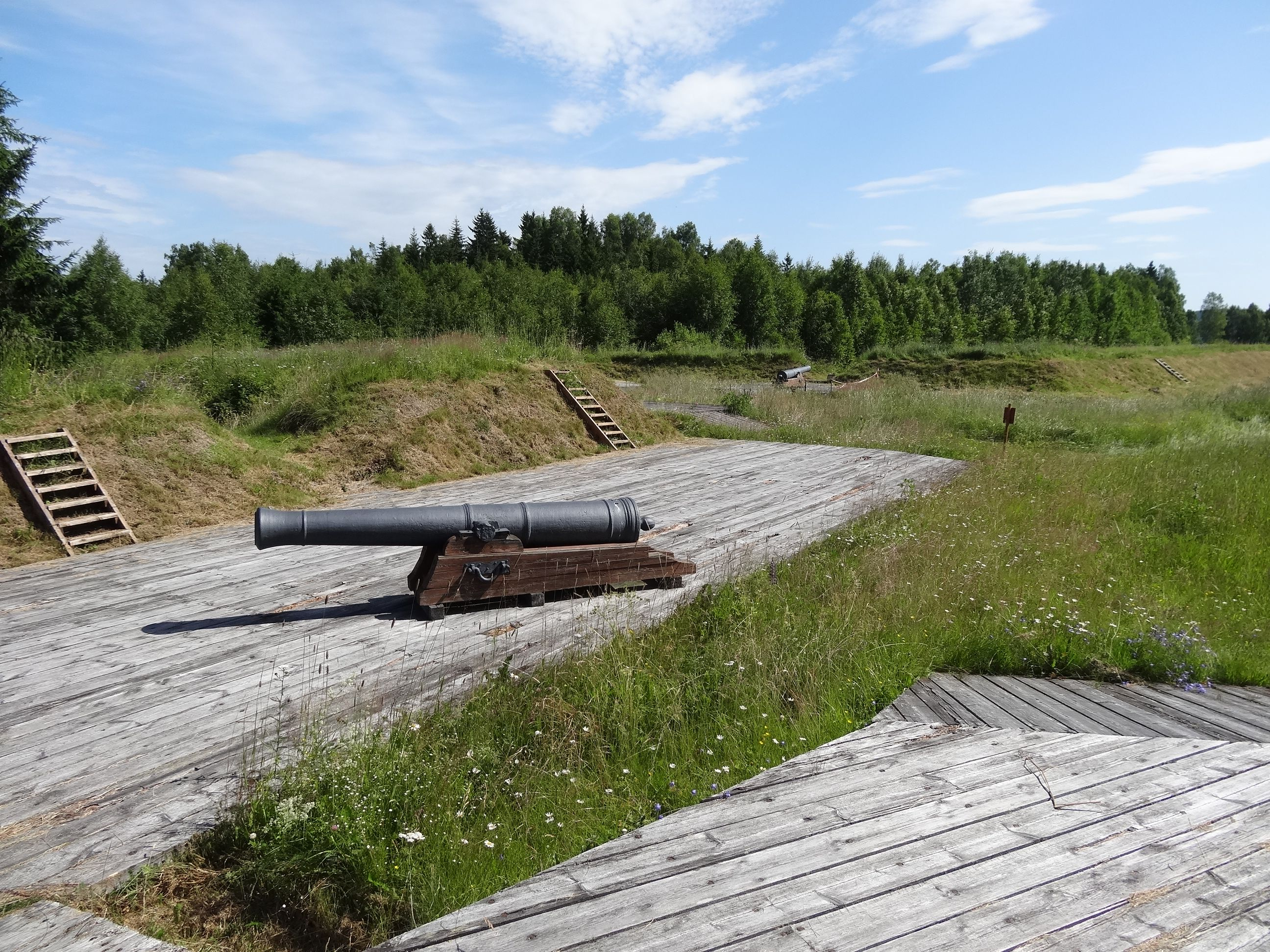
Några av skansens återinsatta kanoner.
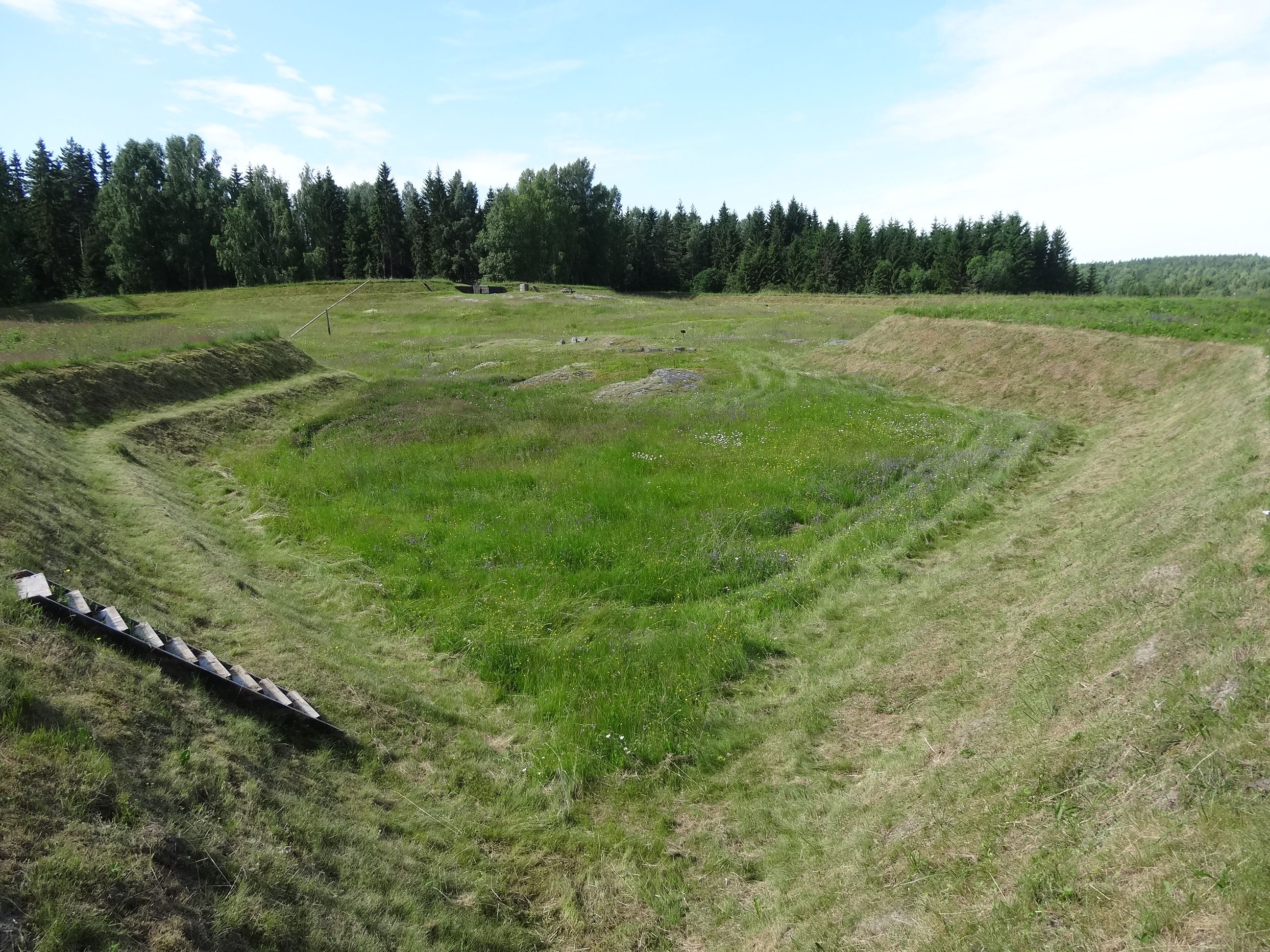
Vy från nordöstra bastionen, in mot skansen. Till vänster syns den återskapade brunnen, och i skogsbrynet syns skansens ingång.
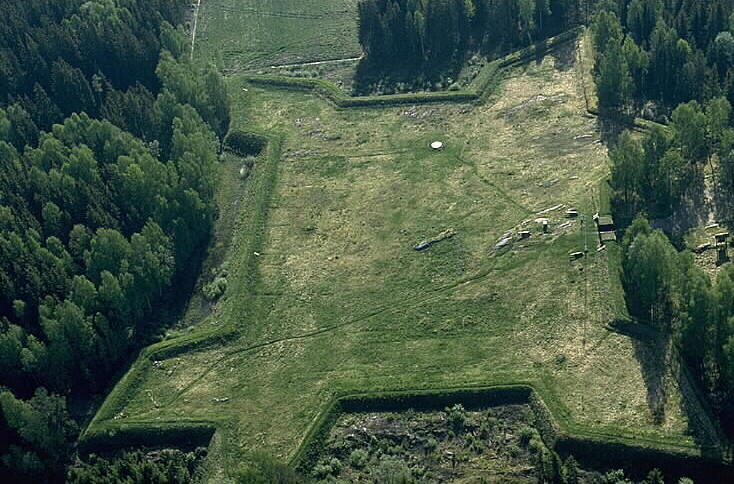
Flygfoto över Eda skans från 1993.